# Ratpenat cuallarg de les Seychelles
El ratpenat cuallarg de les Seychelles (Mops pusillus) és una espècie de ratpenat de la família dels molòssids. Viu a altituds d'entre 0 i 410 msnm a les quatre illes principals de les Comores i l'atol d'Aldabra, a les Seychelles. Els seus hàbitats naturals són els matollars i boscos secs. És una espècie vulnerable a causa de la desforestació, la pujada del nivell del mar i les tempestes violentes exacerbades pel canvi climàtic. Fins a principis del segle xxi fou considerat un sinònim del ratpenat cuallarg menut (M. pumilus). El nom específic pusillus significa ‘petit’ en llatí.